# Тошек-Север
Тошек-Север (пол. Toszek Północ) — товарная грузовая железнодорожная станция в городе Тошек, в Силезском воеводстве Польши.
Станция построена в 1952 году.